# Bagulin
Bagulin is een gemeente in de Filipijnse provincie La Union in het noordwesten van het eiland Luzon. Bij de laatste census in 2007 had de gemeente bijna 13 duizend inwoners.

## Geografie

### Bestuurlijke indeling
Bagulin is onderverdeeld in de volgende 10 barangays:
| - Alibangsay - Baay - Cambaly - Cardiz - Dagup | - Libbo - Suyo - Tagudtud - Tio-angan - Wallayan |

## Demografie
Bagulin had bij de census van 2007 een inwoneraantal van 12.521 mensen. Dit zijn 664 mensen (5,6%) meer dan bij de vorige census van 2000. De gemiddelde jaarlijkse groei komt daarmee uit op 0,75%, hetgeen lager is dan het landelijk jaarlijks gemiddelde over deze periode (2,04%).